# Dina Sfat
Dina Sfat, născută Dina Kutner de Sousa (n. 28 octombrie 1938, São Paulo, São Paulo, Brazilia – d. 20 martie 1989, Rio de Janeiro, Rio de Janeiro, Brazilia) a fost o actriță braziliană născută într-o familie de imigranți evrei polonezi.
A apărut în 46 de filme și emisiuni de televiziune între 1966 și 1989. Sfat a fost căsătorită cu actorul Paulo José, cu care a avut trei fiice, printre care actrițele Bel Kutner și Ana Kutner. De asemenea, a participat la 19 spectacole de teatru din 1963 până în 1986. În plus, Sfat a jucat în 16 telenovele din 1966 până în 1988, ultimul fiind serialul Copilul la bord (Bebê a Bordo), transmis de TV Globo. Ultimul ei film a fost O Judeu, care a fost difuzat doar după moartea actriței.
Dina Sfat a murit la vârsta de 50 de ani, în urma unui cancer de sân cu care s-a luptat ani de zile. Trupul său a fost îngropat în cimitirul israelian din Caju.

## Filmografie

### Cinema
- O Corpo Ardente (1966)[6]
- Três Histórias de Amor (1966)
- Edu, Coração de Ouro (1968)[7]
- A Vida Provisória (1968)
- Macunaíma (1969)
- Os Deuses e os Mortos (1970) ... A Louca[8]
- Jardim de Guerra (1970)
- Perdidos e Malditos (1970)
- O Barão Otelo no Barato dos Bilhões (1971)
- O Capitão Bandeira contra o Doutor Moura Brazil (1971)
- A Culpa (1971)
- Tati (1973)
- Álbum de Família (1981)
- Eros, o Deus do Amor (1981)
- Das Tripas Coração (1982)
- O Homem do Pau-Brasil (1982)
- Tensão no Rio (1982)
- Fábula de la Bella Palomera (1988)
- O Judeu (1988, lansat în 1996)